# JR西日本321系電力動車組
321系是西日本旅客鐵道（JR西日本）一個直流電用一般型電聯車系列，是JR西日本的第二世代通勤列車。
321系以207系為基礎開發，開發代號即為「D207系」。開發目的是要替換JR京都、神戶線（正式屬東海道本線、山陽本線）的201系和205系。JR福知山線出軌事故後，321系列車亦被用作替換肇事的207系列車。

## 概要
為取代行走JR東海道本線、山陽本線（愛稱分別為JR京都·神戶線）的京阪神緩行線段，以及JR寶塚線的201系及205系0番台，而製作的列車。目的是提升營運效率，加強對與京阪神緩行線平行的大型私鐵公司路線服務競爭。
321系列車與207系列車的最高營運速度，都是120Km/h。321系列車在製造前，JR西日本更計劃修訂時刻表，讓列車能夠在120km/h運轉下，增加路線班次。但2005年4月25日JR福知山線出軌事故後，增加班次計劃被迫延期。
由於營運需要，本系列列車，設計上可與從來使用207系進行併結使用。
現在，第一批D編組7輛×39列，預定順次序分配到網干總合車輛所明石品質管理中心。

## 規格
321系引入模組化部件及車體共用設計制度，以降低製造成本及縮短製造時間，並使車輛更容易被改造。此外，321系的最大特色是其「半動車」設計——所有動車只有一邊轉向架具動力，令車廂重量分佈更平均，並減少車廂追撞、延長車體壽命及增加列車編組彈性。

### 車體
321系車體寬2,950毫米，在日本在來線中屬于闊身車體。車體以不鏽鋼製造，其縱切面設計以與近郊型列車共通為目的，因此與以往的通勤型（207系）和近郊型（223系）列車的縱切面設計有所不同（此設計其後也用於521系的設計中）。

## 历史
- 2005年12月1日臨時性營運開始。
- 2006年3月18日開始正式投入營運。

## 運用
- 東海道本線；山陽本線（普通列車）
- 福知山線：尼崎 - 篠山口 JR東西線・片町線（学研都市線）直通運行
- JR東西線・片町線（学研都市線）（尼崎 - 京橋 - 木津）東海道本線（JR神戸線）・福知山線（JR宝塚線）直通運行
- 大阪東線・関西本線（大和路線）（放出 - 久宝寺 - 木津）尼崎 - 奈良間 JR東西線・片町線（学研都市線）・大阪東線・関西本線（大和路線）直通快速
- 湖西線：山科 - 近江舞子

## 福知山线事故影響
由於發生福知山线出軌事故，JR西日本為免勾起家屬回憶，與207系一樣，都更改成藍色和橙色塗裝。

## 外部連結
- 西日本旅客鐵道－321系
- New Product 321系通勤電車PDF - 近畿車輛
- - 東芝
- - 東洋電機製造
- - 三菱電機
- - 三菱電機